# Houghton Library
Pour les articles homonymes, voir Houghton.
La Houghton Library (bibliothèque Houghton), située du côté sud de Harvard Yard et adjacente à la bibliothèque Widener, est le dépôt principal de l'Université Harvard pour les livres précieux (réserve précieuse) et les manuscrits. 
La bibliothèque fait partie de la Harvard College Library, le système de bibliothèque de la faculté des Arts et des Sciences de Harvard.